# Anna Marešová (designérka)
Anna Marešová (* 4. července 1980 Praha) je česká produktová designérka. Působí ve vlastním studiu Anna Marešová designers a je zakladatelkou a majitelkou prémiové značky intimních pomůcek pro ženy Whoop·de·doo.

## Život
Narodila se v Praze 4. července 1980 fyzikovi Jiřímu Marešovi a výtvarnici Mileně Marešové.
Vystudovala obor produktový design na Fakultě umění a designu na univerzitě J.E. Purkyně v Ústí nad Labem a poté na University of Derby v Anglii. Již během studia získala za své návrhy řadu národních i zahraničních ocenění, například Cenu Národního technického muzea, kterou získala za návrh Tramvaj pro Prahu, který vznikl v rámci její bakalářské práce. Upozornila na sebe svou diplomovou prací, ve které se zabývala návrhem sady intimních pomůcek pro ženy a kterou vyrábí pod vlastní značkou Whoop·de·doo. Za svůj vibrátor získala mezinárodní ocenění Red Dot.

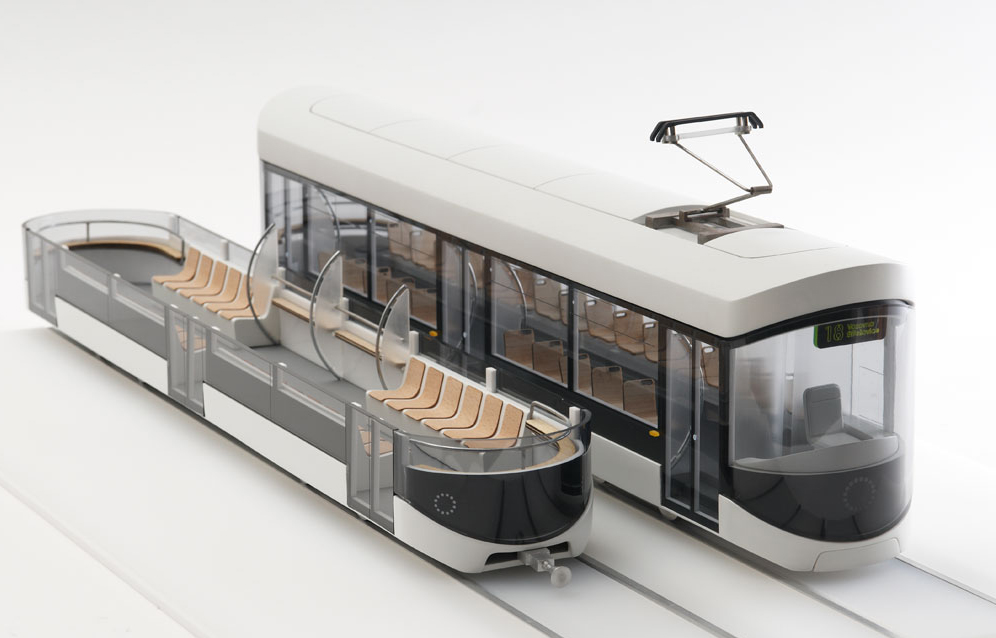
Tramvaj pro Prahu

Od roku 2000 se věnovala produkční práci, zastupovala hudební skupinu Tata Bojs a podílela se na projektech, jako jsou Letní Shakespearovské slavnosti. V roce 2009 začala pracovat jako designérka na volné noze. Spolupracovala na projektu přebalovacího pultu pro Fiat, na kterém se podílelo také studio deFORM či designér Boris Klimek. Jako designérka pracovala v české sklářské a designové společnosti Lasvit či pro švýcarskou společnost Valley Electronics.
V roce 2012 založila vlastní studio Anna Marešová designers, které sídlí v Praze a funguje také jako showroom a prodejna značky intimních pomůcek pro ženy Whoop·de·doo.
V současné době se Anna Marešová věnuje své značce Whoop·de·doo a udržitelnému designu.

## Dílo

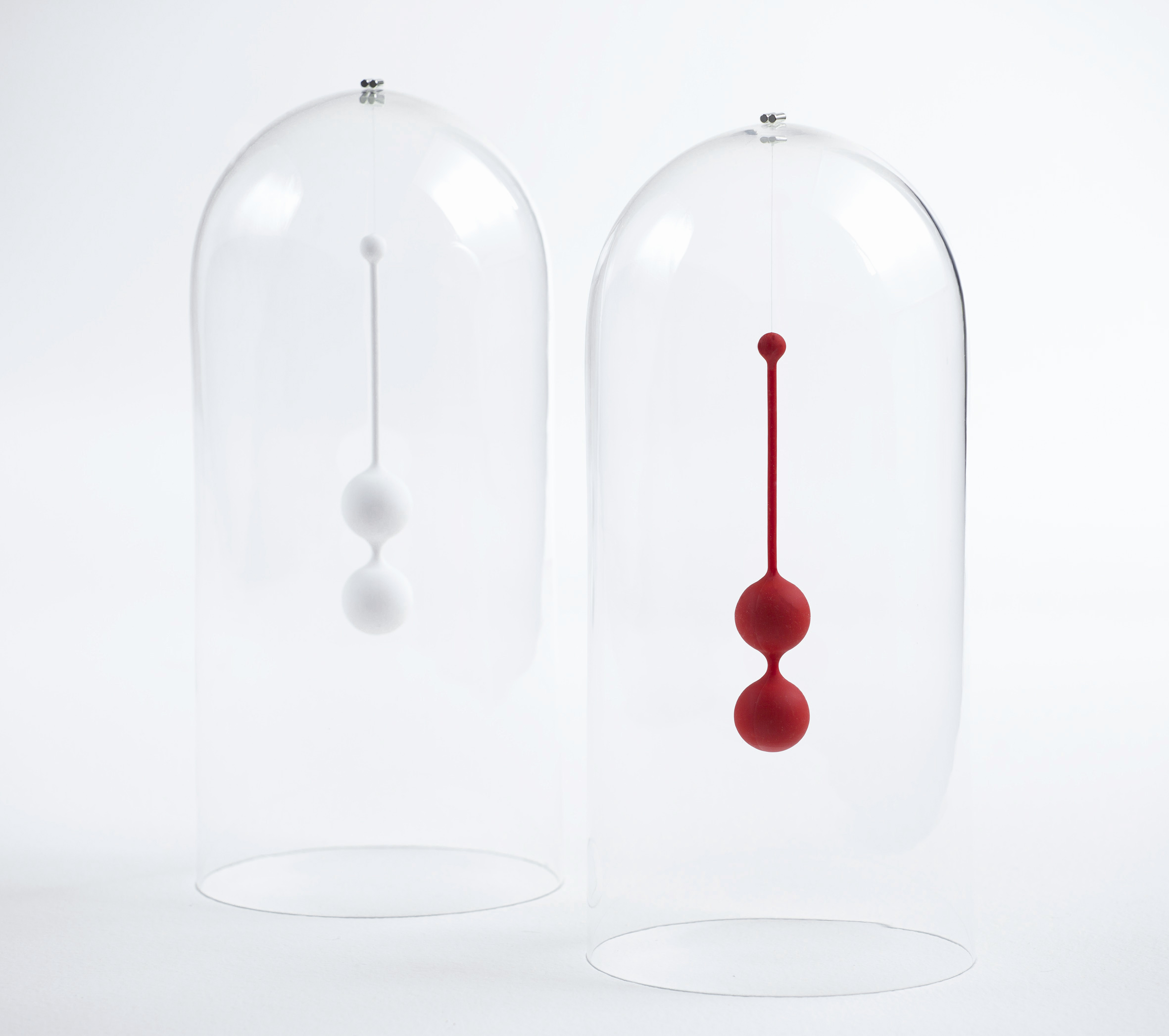
Venušiny kuličky Whoop·de·doo

Anna Marešová se jako jedna z mála českých designérů věnuje udržitelnému a užitnému průmyslovému designu. Na všech svých produktech spolupracuje s lokálními dodavateli v České republice a osobně se podílí na jejich výrobě i marketingu.
„Pracuji s obyčejnými předměty denního užívání. Zajímá mě čistota, jednoduchost a funkční design.“
Problematikou udržitelného designu se Anna Marešová zabývala již ve své disertační práci a věnovala jí celou kolekci svítidel Luxury Oddments. Cílem projektu bylo zpracovat materiál určený k likvidaci a ukázat tak na možnost recyklace i v jiných oblastech, než je běžný každodenní odpad. Na projektu spolupracovala s Klárou Jakubovou, Lukášem Blažkem, Sergejem Kuckirem a Jiřím Tomanem.
Pod vlastní prémiovou značkou Whoop·de·doo vyrábí Anna Marešová sadu intimních pomůcek pro ženy; kolekci designových venušiných kuliček a vibrátor. V roce 2017 spolupracovala na sběratelské edici vibrátoru s českým výtvarníkem Lukášem Musilem. V roce 2019 Anna Marešová otevřela intimní pop–up butik v obchodním centru Westfield Chodov.
Anna Marešová v roce 2018 představila výletní tramvaj T3 Coupé, kterou navrhla pro Dopravní podnik hlavního města Prahy. Tramvaj byla následně oceněna nejprestižnější cenou Red Dot 2019. V roce 2021 přibylo i nejvyšší ocenění Gold v rámci German Design Award 2021. Při její tvorbě se inspirovala vzhledem původní tramvaje T3 a doplnila ji o moderní technologie a designové prvky. Na návrhu se podílel designér Tomáš Chludil a grafický designér a autor loga Jiří Toman.
V roce 2024 navrhla nové lanovky na Ještěd.

## Ocenění

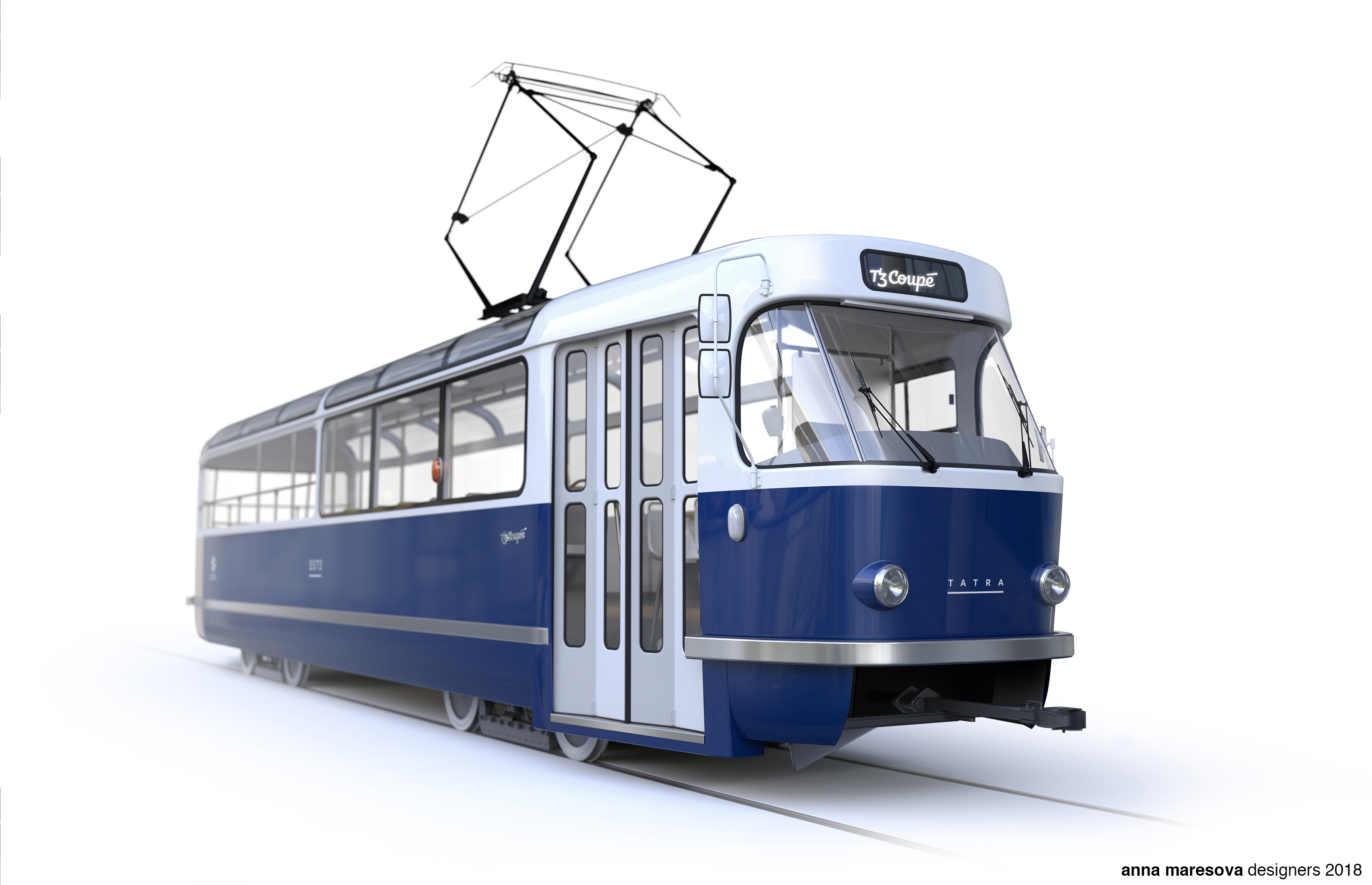
Výletní tramvaj T3 Coupé

- 2007 – Absolut elements, 1. místo za absolut puzzle bar
- 2009 – Degree show, University of Derby, Spotlight Award
- 2009 – Cena Národního technického muzea
- 2009 – Národní cena za studentský design, Excelentní studentský design
- 2009 – Nominace na Czech Grand Design v kategorii Objev roku
- 2010 – Cena za nejlepší studentskou práci na Biennal of industrial design v Lublani
- 2011 – Národní cena na studentský design, Exit design
- 2011 – Prototyp roku (magazín Dolce Vita)
- 2016 – Red Dot za vibrátor Whoop·de·doo
- 2017 – ADC Creative Award, 3. místo za reklamu a marketing
- 2017 – A’Design Award, Silver v kategorii Toys for adults
- 2017 – Designblok, Speciální cena za mimořádný počin – T3 Coupé
- 2018 – BIGSEE Product Design Award, Grand Prix
- 2018 – Nominace na Dezeen Awards za vibrátor Whoop·de·doo
- 2019 – Red Dot Honorable Mention za tramvaj T3 Coupé
- 2020 – Finalistka v kategorii Designér roku v soutěži Czech Grand Design 2020 za menstruační kalíšek Whoop·de·doo
- 2021 – German Design Award, Gold za tramvaj T3 Coupé
- 2021 – BIGSEE Product Design Award, Winner, za menstruační kalíšek Whoop·de·doo